# Франческо Кампорезі
Франческо Кампорезі (італ. Francesco Camporesi; 1747, Болонья — 1831, Москва) — російський архітектор і будівничий, італієць за походженням. Декоратор, художник-графік, робив офорти. В російських документах відомий як Франц Іванович Кампорезі.

## Біографія
Нородився в місті Болонья. Отримав широку будівельну освіту, про що свідчить праця помічником у архітектора Джакомо Кваренгі, як і Луїджі Руска. Як будівничий брав участь у перебудові та складанні кошторисних документів цілої низки будівель в Москві. Пізніше виступав як самостійний архітектор в проєктуванні та на побудові різних об'єктів — від театрів в садибах до міський палаців. За Кваренгі в столицю не перебрався, працював в Москві, де мав популярність. Помер в Москві, похований на Введенському цвинтарі.

### Проєкти Кампорезі
- Театр в садибі Ольгово
- Проєкт першого варіанту садибного палацу для Шеремєтєва, галереї та павільйонів в Останкіно (садиба)
- Проєкти типових будинків, ймовірно, для провінцій («Будинок губернатора», «Будинок генерал — губернатора», 15 аркушів)
- Проєкти Кампорезі Ракитинському будинку (міському палацу, шість аркушів)
- Проєкти садибного павільйону та мавзолею
- Проєкти Кампорезі величного восьмикутового Московського будинку — палацу невідомому вельможі (?)

Проєкти кампорезі нині зберігає Державний науково-дослідний музей архітектури імені Щусєва.

### Участь в будівництві
- Перебудови Катерининського палацу в місті Москва, Німецька слобода
- Військовий шпиталь, Москва
- Будинок (палац) Лобанова-Ростовцева, Москва
- Будівельні роботи в палаці садиби Останкіно та інші.

Майже всі будівлі Кампорезі або зруйновані, або значно перебудовані.

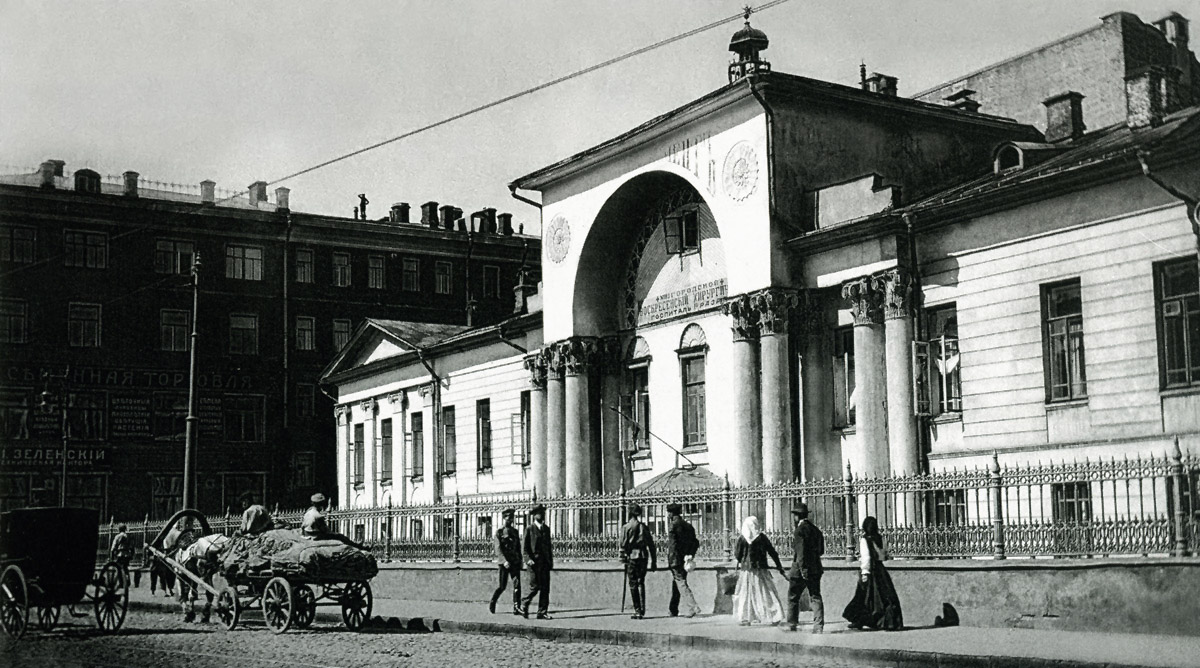
Шпиталь в Москві, архівне фото.
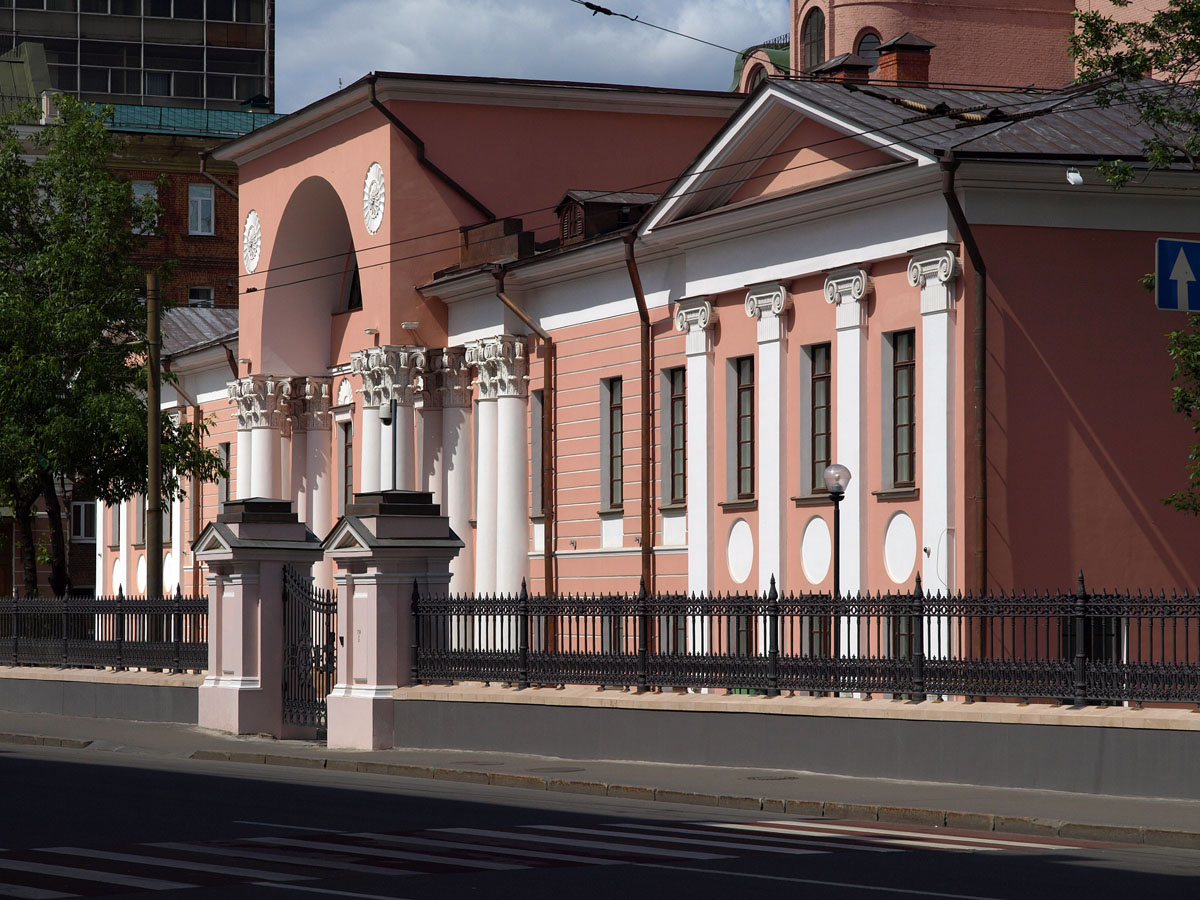
Міський будинок-палац Лобанова-Ростовцева

### Кольорові офорти Кампорезі

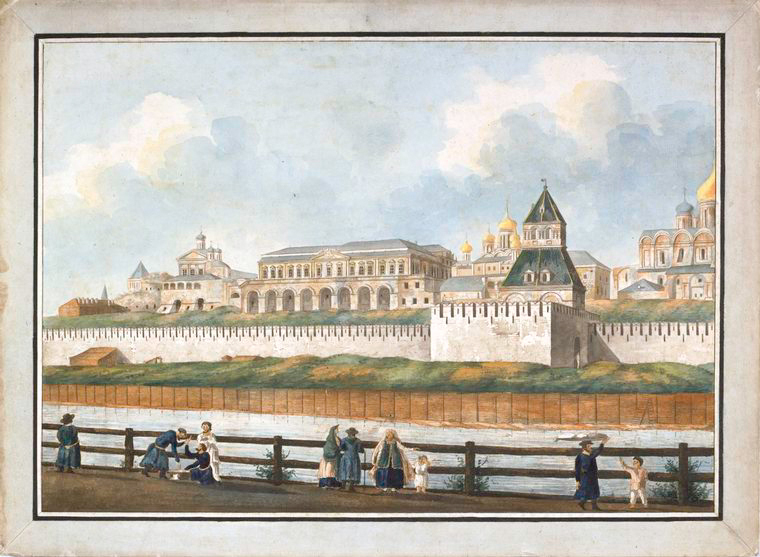
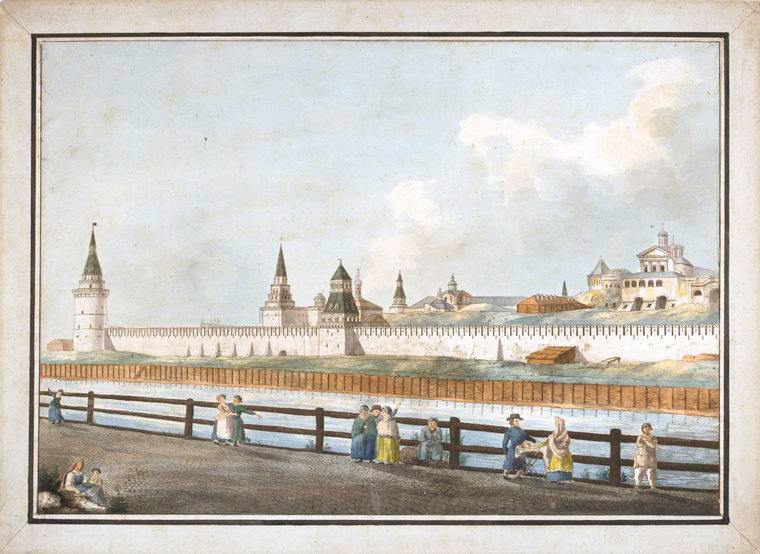
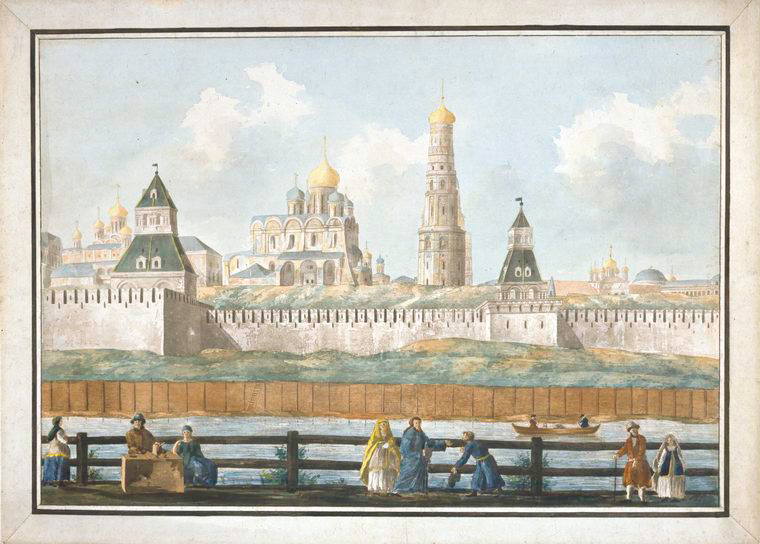